# Phyllanthus clarkei
Phyllanthus clarkei är en emblikaväxtart som beskrevs av Joseph Dalton Hooker. Phyllanthus clarkei ingår i släktet Phyllanthus och familjen emblikaväxter. Inga underarter finns listade i Catalogue of Life.